# Villa romaine de la Linguella
La Villa romaine de Linguella (en italien : Villa romana della Linguella) est un site archéologique de l'île d'Elbe.C'est une domus située à l'extrémité de l'étroit promontoire (appelé Linguella depuis le XVIe siècle) qui ferme le port de la commune de Portoferraio, dans la province de Livourne en Toscane; Elle fait face à la villa romaine des Grottes,.

## Histoire
La villa romaine remonte au Ier siècle av. J.-C., mais l'ensemble de la structure témoigne de différentes phases de construction.
Les murs en opus reticulatum et les revêtements muraux en dalles de marbre et plâtre peints en rouge datent de la première phase (Ier siècle av. J.-C.). De la deuxième phase (fin du Ier siècle av. J.-C. - Ier siècle) est datée une pièce circulaire avec quatre niches (laconicum) et équipée d'un sol en opus signinum avec inserts hexagonaux en marbre palombino, ainsi qu'une autre pièce avec un sol en opus sectile. C'est à la troisième phase (IIe siècle) que datent les murs en opus caementicium avec revêtement en plâtre peint. Vers la quatrième phase (entre les  IIe et IIIe siècles av. J.-C.) les interventions d'embellissement et de restauration sont datées, notamment les mosaïques géométriques polychromes et les enduits polychromes. Au cours de la cinquième phase (IVe et Ve siècles av. J.-C.), la domus fut abandonnée et dépouillée de ses marbres précieux, parmi lesquels un torse masculin en marbre blanc est conservé dans le musée archéologique de Portoferraio. Un document de 1548 décrit la découverte, dans la zone de la domus, de trois grandes têtes en marbre (deux mâles et une femelle) alors envoyées au grand-duc Cosme Ier de Toscane à Florence.

La Villa de la Linguella, considérée comme faisant partie intégrante des soi-disant Bagni della Regina Alba au XVIIIe siècle, a été ainsi décrite par l'historien Giovanni Vincenzo Coresi Del Bruno : 

« Le sol du temple était fait de marbre en forme d'amande de diverses couleurs, en particulier blanc et bardiglio, on pouvait voir les pièces plâtrées et peintes de belles couleurs, en particulier rouge et beige (...) leur sol était en mosaïque, certaines d'une forme et d'autres d'une autre, mais très bien travaillé et intact (...) . Des quantités de monnaies y furent trouvées par les sapeurs de plusieurs empereurs, comme il était écrit (...). Deux idoles en métal ont été trouvées parmi la terre, longues d'un tiers de longueur de bras (...) l'une était la Victoire et l'autre la Santé (...) »

## Galerie

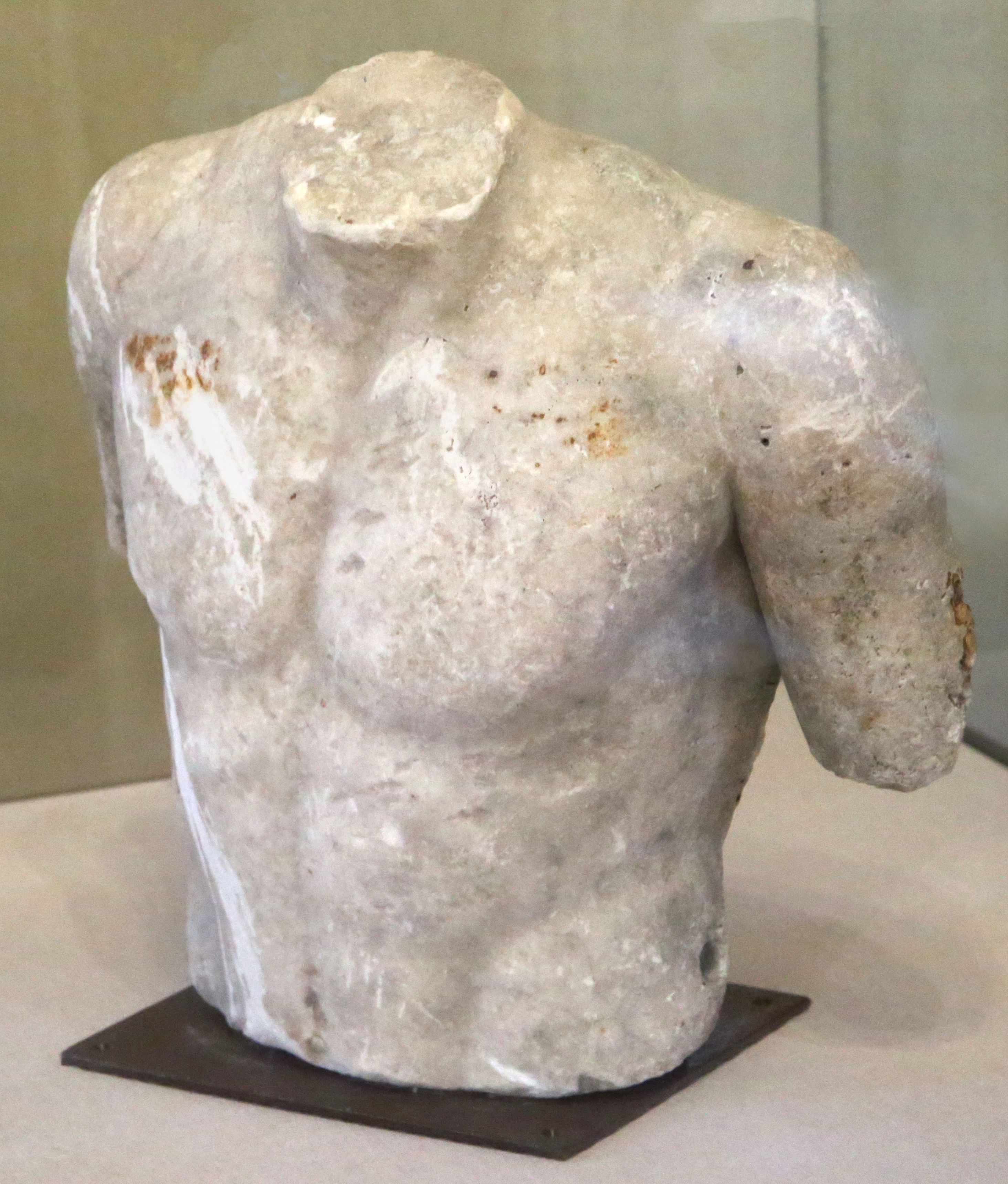
Torse masculin
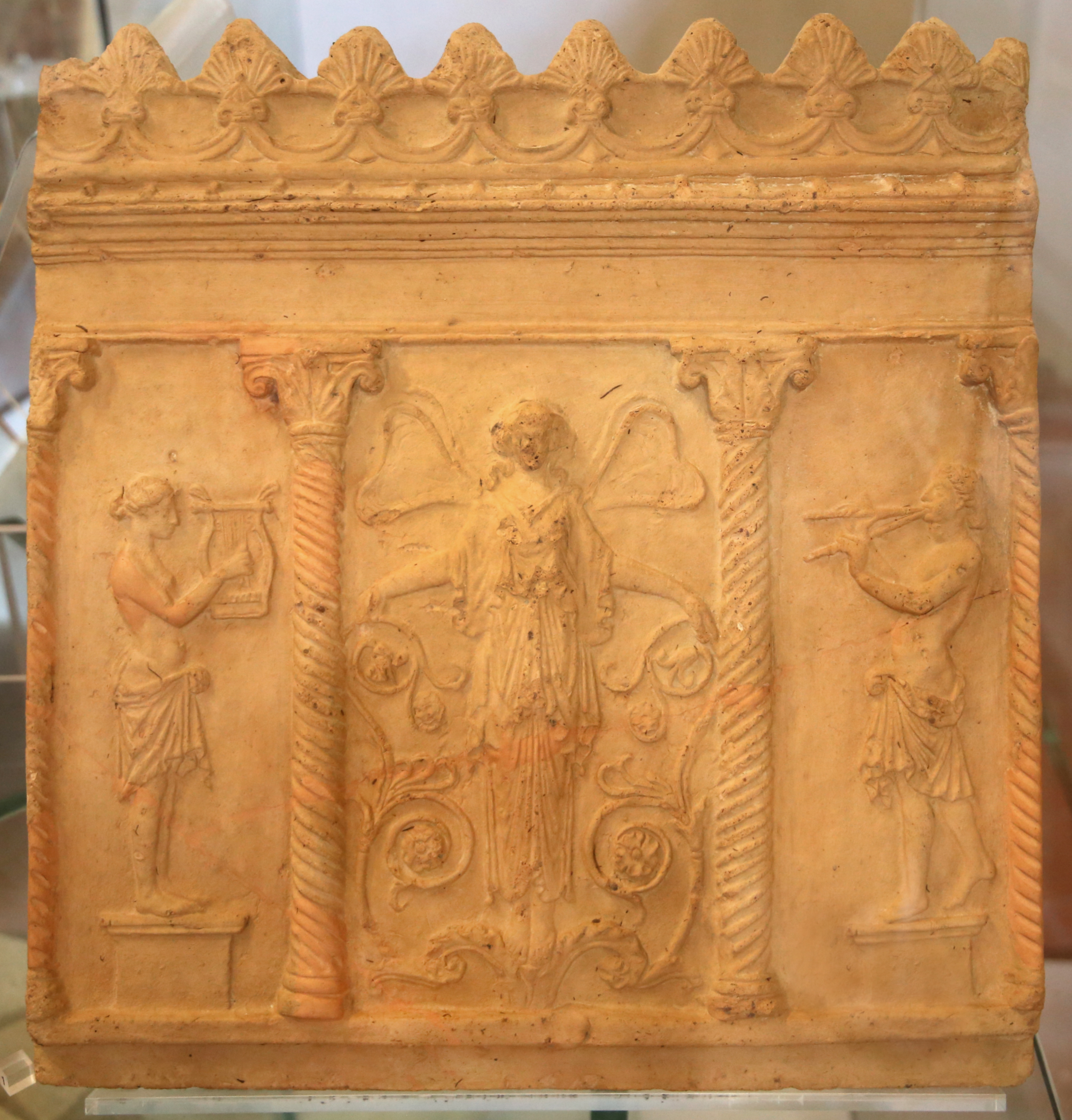

### Lin interne
- Tour de la Linguella